# Kněžice (Boêmia Central)
Kněžice é uma comuna checa localizada na região da Boêmia Central, distrito de Nymburk.